# Lo Bat 17
Lo Bat 17 (לא בת 17)  è un film del 2003, diretto dal regista Yitzhak Yeshurun. È il sequel di un film del 1982 dal titolo inglese Noa at 17 (נועה בת 17) del medesimo regista.